# Diocesi di Tunudruma
La diocesi di Tunudruma (in latino Dioecesis Thunudrumensis) è una sede soppressa e sede titolare della Chiesa cattolica.

## Storia
Tunudruma, nell'odierna Tunisia, è un'antica sede episcopale della provincia romana dell'Africa Proconsolare, suffraganea dell'arcidiocesi di Cartagine.
Unico vescovo conosciuto di questa diocesi africana è Ottaviano, che intervenne al concilio cartaginese del 525.
Dal 1933 Tunudruma è annoverata tra le sedi vescovili titolari della Chiesa cattolica; dal 17 marzo 1990 il vescovo titolare è Josef Hrdlička, già vescovo ausiliare di Olomouc.

## Cronotassi

### Vescovi
- Ottaviano † (menzionato nel 525)

### Vescovi titolari
- Jérôme-Théodore Lingenheim, S.M.A. † (18 novembre 1964 - 3 maggio 1985 deceduto)
- Josef Hrdlička, dal 17 marzo 1990